# Le Vibal
Le Vibal est une commune française située dans le département de l'Aveyron, en région Occitanie.
Le patrimoine architectural de la commune comprend un immeuble protégé au titre des monuments historiques : l'église Saint-Martin, inscrite en 1988.

## Géographie

### Localisation

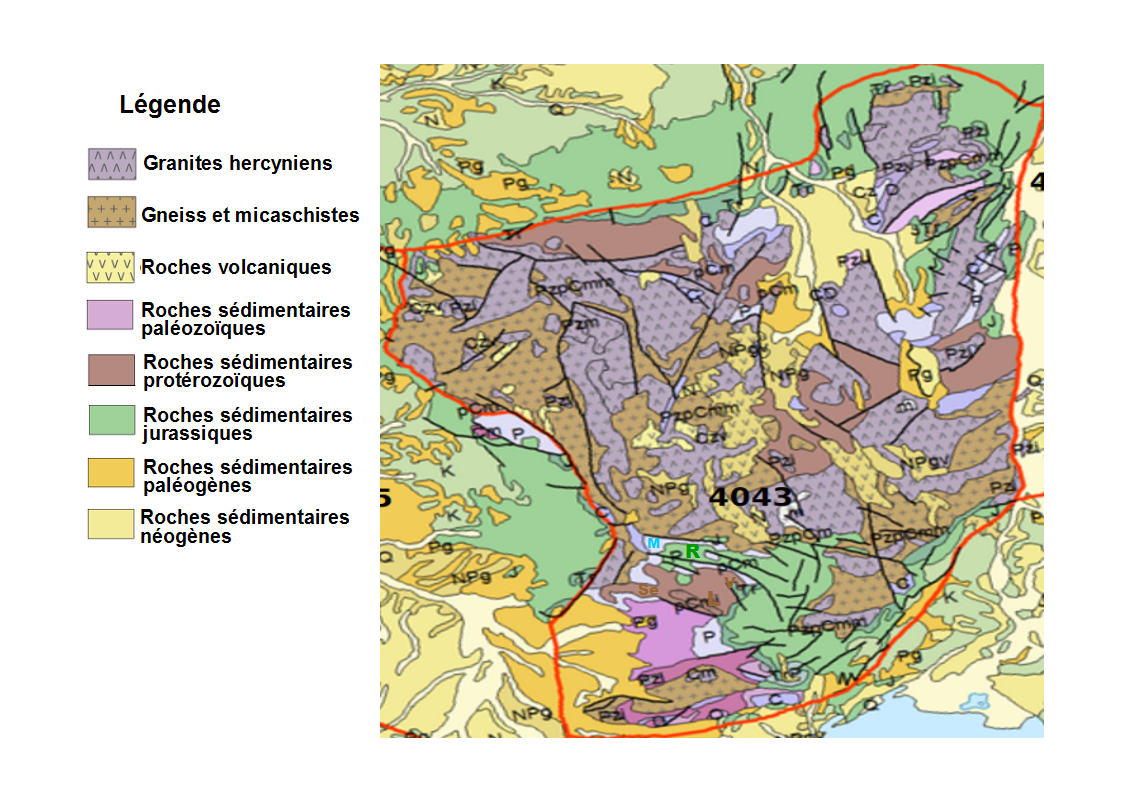
Carte géologique du Massif central :
R=détroit de Rodez ; M=rougier de Marcillac ; Se=Ségala ; V=Vibal ; L=Lévézou.

La commune du Vibal développe son territoire entre la chaîne des Palanges à l'Est et le plateau du Ségala à l'ouest. Au Sud elle surplombe la retenue du lac de Pont de Salars sur la rivière Viaur. Cette dernière fait office de frontière naturelle avec le Lévézou.

### Communes limitrophes
Les communes limitrophes sont  Agen-d'Aveyron, Arques, Bertholène, Flavin, Montrozier, Pont-de-Salars, Sainte-Radegonde et Ségur.

### Hydrographie

#### Réseau hydrographique

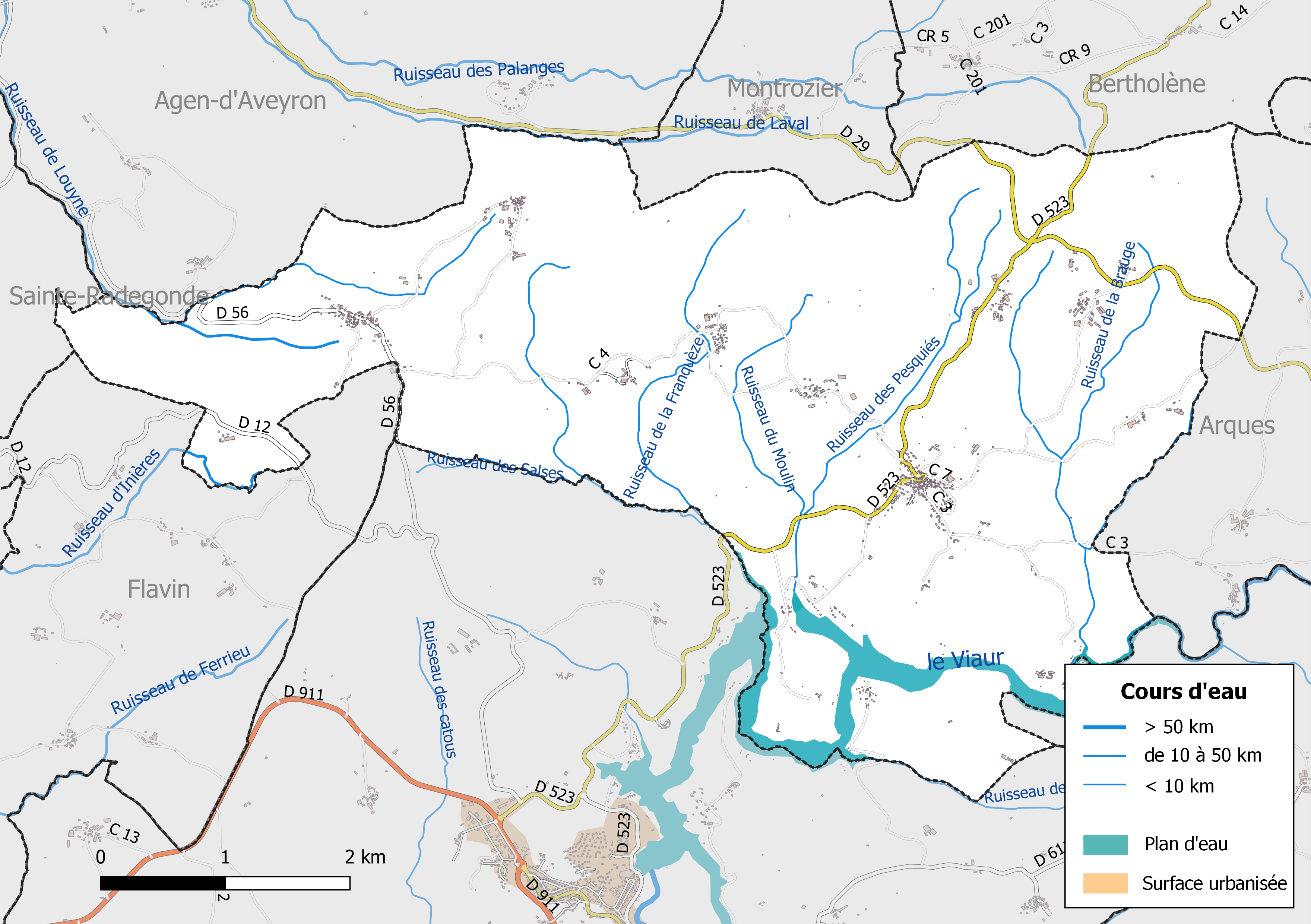
Réseaux hydrographique et routier du Le Vibal.

La commune est drainée par le Viaur, le ruisseau de Laval, le ruisseau de Louyne, le ruisseau d'Inières, le ruisseau de la Brauge, le ruisseau de la Franquèze, le ruisseau des Combes, le ruisseau des Pesquiés, le ruisseau des Salses, le ruisseau du Moulin et par divers petits cours d'eau.
Le Viaur prend sa source à 1 086 m d’altitude dans la région naturelle du Lévézou qui présente un relief vallonné, dans la commune de Vézins-de-Lévézou pour confluer, après avoir parcouru environ 168 km, avec l'Aveyron à 146 m d’altitude en limite de Laguépie (Tarn-et-Garonne) et Saint-Martin-Laguépie (Tarn), après avoir arrosé 30 communes.
Le lac de Pont-de-Salars est un lac de retenue lié au barrage de Pont-de-Salars. Il est long d'environ 6 kilomètres pour 150 à 200 mètres de large. Il présente deux plages aménagées, la plage des Moulinoches et la plage des Rousselleries.

#### Gestion des cours d'eau
Afin d’atteindre le bon état des eaux imposé par la Directive-cadre sur l'eau du 23 octobre 2000, plusieurs outils de gestion intégrée s’articulent à différentes échelles pour définir et mettre en œuvre un programme d’actions de réhabilitation et de gestion des milieux aquatiques : le SDAGE (Schéma directeur d'aménagement et de gestion des eaux), à l’échelle du bassin hydrographique, et le SAGE (Schéma d'aménagement et de gestion des eaux), à l’échelle locale. Ce dernier fixe les objectifs généraux d’utilisation, de mise en valeur et de protection quantitative et qualitative des ressources en eau superficielle et souterraine. Trois SAGE sont mis en oeuvre dans le département de l'Aveyron.
La commune fait partie du SAGE du bassin versant du Viaur, approuvé le 28 mars 2018, au sein du SDAGE Adour-Garonne. Le périmètre de ce SAGE couvre 89 communes, sur trois départements (Aveyron, Tarn et Tarn-et-Garonne),. Le pilotage et l’animation du SAGE sont assurés par l’établissement public d'aménagement et de gestion des eaux (EPAGE) du bassin du Viaur, une structure qui regroupe les établissements publics de coopération intercommunale à fiscalité propre (EPCI-FP) dont le territoire est inclus (en totalité ou partiellement) dans le bassin hydrographique du Viaur et les structures gestionnaires de l’alimentation en eau potable des populations et qui disposent d’une ressource sur le bassin versant du Viaur. Il correspond à l’ancien syndicat mixte du Bassin versant du Viaur,.

### Climat
Pour des articles plus généraux, voir Climat de l'Occitanie et Climat de l'Aveyron.
En 2010, le climat de la commune est de type climat océanique altéré, selon une étude s'appuyant sur une série de données couvrant la période 1971-2000. En 2020, Météo-France publie une typologie des climats de la France métropolitaine dans laquelle la commune est exposée à un climat de montagne et est dans la région climatique Sud-est du Massif Central, caractérisée par une pluviométrie annuelle de 1 000 à 1 500 mm, minimale en été, maximale en automne.
Pour la période 1971-2000, la température annuelle moyenne est de 9,6 °C, avec une amplitude thermique annuelle de 15,7 °C. Le cumul annuel moyen de précipitations est de 1 158 mm, avec 11,7 jours de précipitations en janvier et 6,9 jours en juillet. Pour la période 1991-2020, la température moyenne annuelle observée sur la station météorologique la plus proche, située sur la commune de Canet-de-Salars à 9 km à vol d'oiseau, est de 10,2 °C et le cumul annuel moyen de précipitations est de 971,8 mm,. Pour l'avenir, les paramètres climatiques de la commune estimés pour 2050 selon différents scénarios d'émission de gaz à effet de serre sont consultables sur un site dédié publié par Météo-France en novembre 2022.

### Milieux naturels et biodiversité

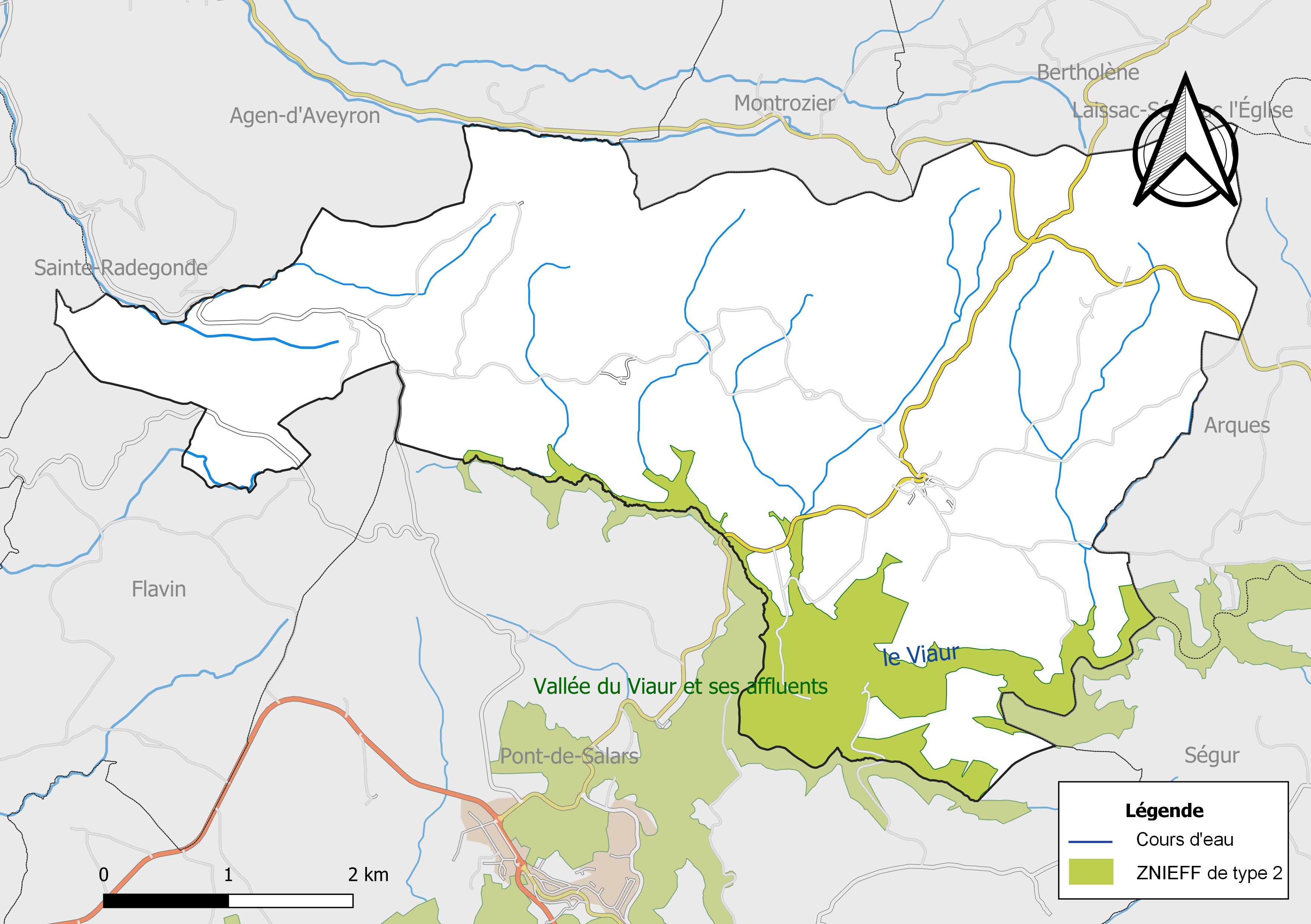
Carte de la ZNIEFF de type 2 localisée sur la commune.

L’inventaire des zones naturelles d'intérêt écologique, faunistique et floristique (ZNIEFF) a pour objectif de réaliser une couverture des zones les plus intéressantes sur le plan écologique, essentiellement dans la perspective d’améliorer la connaissance du patrimoine naturel national et de fournir aux différents décideurs un outil d’aide à la prise en compte de l’environnement dans l’aménagement du territoire.
Le territoire communal duVibal comprend une ZNIEFF de type 2,, 
la « Vallée du Viaur et ses affluents » (27 587 ha), qui s'étend sur 56 communes dont 45 dans l'Aveyron, 10 dans le Tarn et 1 dans le Tarn-et-Garonne.

## Urbanisme

### Typologie
Au 1er janvier 2024, Le Vibal est catégorisée commune rurale à habitat très dispersé, selon la nouvelle grille communale de densité à 7 niveaux définie par l'Insee en 2022.
Elle est située hors unité urbaine. Par ailleurs la commune fait partie de l'aire d'attraction de Rodez, dont elle est une commune de la couronne,. Cette aire, qui regroupe 68 communes, est catégorisée dans les aires de 50 000 à moins de 200 000 habitants,.

### Occupation des sols

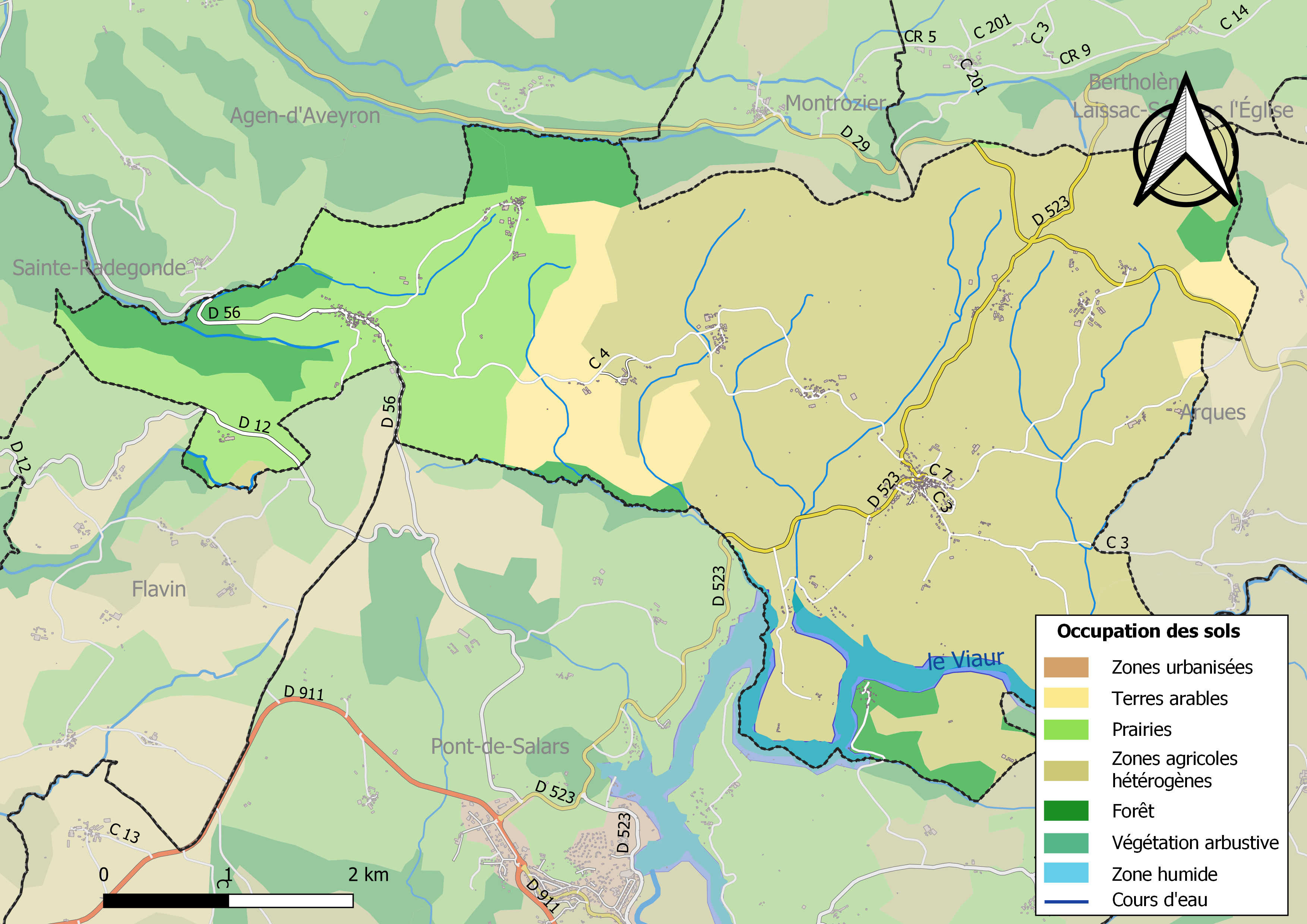
Infrastructures et occupation des sols de la commune du Le Vibal.

L'occupation des sols de la commune, telle qu'elle ressort de la base de données européenne d’occupation biophysique des sols Corine Land Cover (CLC), est marquée par l'importance des territoires agricoles (88,7 % en 2018), une proportion sensiblement équivalente à celle de 1990 (88,4 %). La répartition détaillée en 2018 est la suivante : 
zones agricoles hétérogènes (64,9 %), prairies (16,3 %), forêts (9 %), terres arables (7,5 %), eaux continentales (2,3 %).

### Planification
La loi SRU du 13 décembre 2000 a incité fortement les communes à se regrouper au sein d’un établissement public, pour déterminer les partis d’aménagement de l’espace au sein d’un SCoT, un document essentiel d’orientation stratégique des politiques publiques à une grande échelle. La commune est dans le territoire du SCoT du Lévézou, prescrit en juin 2018. La structure porteuse est le Pôle d'équilibre territorial et rural du Lévézou, qui associe deux communautés de communes, notamment la communauté de communes du Pays de Salars, dont la commune est membre
La commune disposait en 2017 d'un plan local d'urbanisme approuvé. Le zonage réglementaire et le règlement associé peuvent être consultés sur le Géoportail de l'urbanisme.

### Risques majeurs
Le territoire de la commune duVibal est vulnérable à différents aléas naturels : climatiques (hiver exceptionnel ou canicule), feux de forêts et séisme (sismicité faible).
Il est également exposé à un risque technologique, le transport de matières dangereuses, et à un risque particulier, le risque radon,.

#### Risques naturels
Le Plan départemental de protection des forêts contre les incendies découpe le département de l’Aveyron en sept « bassins de risque » et définit une sensibilité des communes à l’aléa feux de forêt (de faible à très forte). La commune est classée en sensibilité faible.
Les mouvements de terrains susceptibles de se produire sur la commune sont liés à la présence de cavités souterraines localisées sur la commune,.

#### Risques technologiques
Le risque de transport de matières dangereuses sur la commune est lié à sa traversée par une route à fort trafic. Un accident se produisant sur une telle infrastructure est en effet susceptible d’avoir des effets graves au bâti ou aux personnes jusqu’à 350 m, selon la nature du matériau transporté. Des dispositions d’urbanisme peuvent être préconisées en conséquence.

#### Risque particulier
Dans plusieurs parties du territoire national, le radon, accumulé dans certains logements ou autres locaux, peut constituer une source significative d’exposition de la population aux rayonnements ionisants. Toutes les communes du département sont concernées par le risque radon à un niveau plus ou moins élevé. Selon le dossier départemental des risques majeurs du département établi en 2013, la commune duVibal est classée à risque moyen à élevé. Un décret du 4 juin 2018 a modifié la terminologie du zonage définie dans le code de la santé publique et a été complété par un arrêté du 27 juin 2018 portant délimitation des zones à potentiel radon du territoire français. La commune est désormais en zone 3, à savoir zone à potentiel radon significatif.

## Histoire
La commune est issue du regroupement des anciennes communautés du Vibal, de Frayssinhes-Saint-Jean, de Barry-Vigouroux et de Pachins. La première rassemblait tous les hameaux de l'est de la commune actuelle, la seconde comprenait Frayssinhes et Le Gory, la troisième Barry et la communauté de Pachins correspondait sans doute au domaine de La Burguière.
Le processus de formation de la commune s'est étendu de 1790 à 1830, date de mise en place de la commune actuelle.
La communauté du Vibal et le hameau du Gory relevaient de la paroisse de Saint-Martin-de-Cormières, qui s'étendait plus au nord, sur une partie des communautés de Montrozier et d'Ayrinhac (commune actuelle de Bertholène). Les autres villages formaient la paroisse de Frayssinhes, qui incluait aussi Ronnac (commune actuelle de Flavin).
Le Vibal et Frayssinhes étaient de la seigneurie du comte de Rodez, passée au roi de France. Le Gory dépendait du commandeur hospitalier de Limouze et Barry appartenait à la famille de Vigouroux depuis le XVe siècle.
À partir du XVIIe siècle, les Trémolières, bourgeois de Rodez, eurent des droits sur le Vibal, mais le roi resta seigneur justicier du lieu jusqu'à la Révolution française.
Foyer de la chouannerie en Rouergue.

## Politique et administration

### Découpage territorial
La commune duVibal est membre de la communauté de communes du Pays de Salars, un établissement public de coopération intercommunale (EPCI) à fiscalité propre créé le 31 décembre 1996 dont le siège est à Pont-de-Salars. Ce dernier est par ailleurs membre d'autres groupements intercommunaux.
Sur le plan administratif, elle est rattachée à l'arrondissement de Millau, au département de l'Aveyron et à la région Occitanie. Sur le plan électoral, elle dépend du  canton de Raspes et Lévezou pour l'élection des conseillers départementaux, depuis le redécoupage cantonal de 2014 entré en vigueur en 2015, et de la troisième circonscription de l'Aveyron  pour les élections législatives, depuis le dernier découpage électoral de 2010.

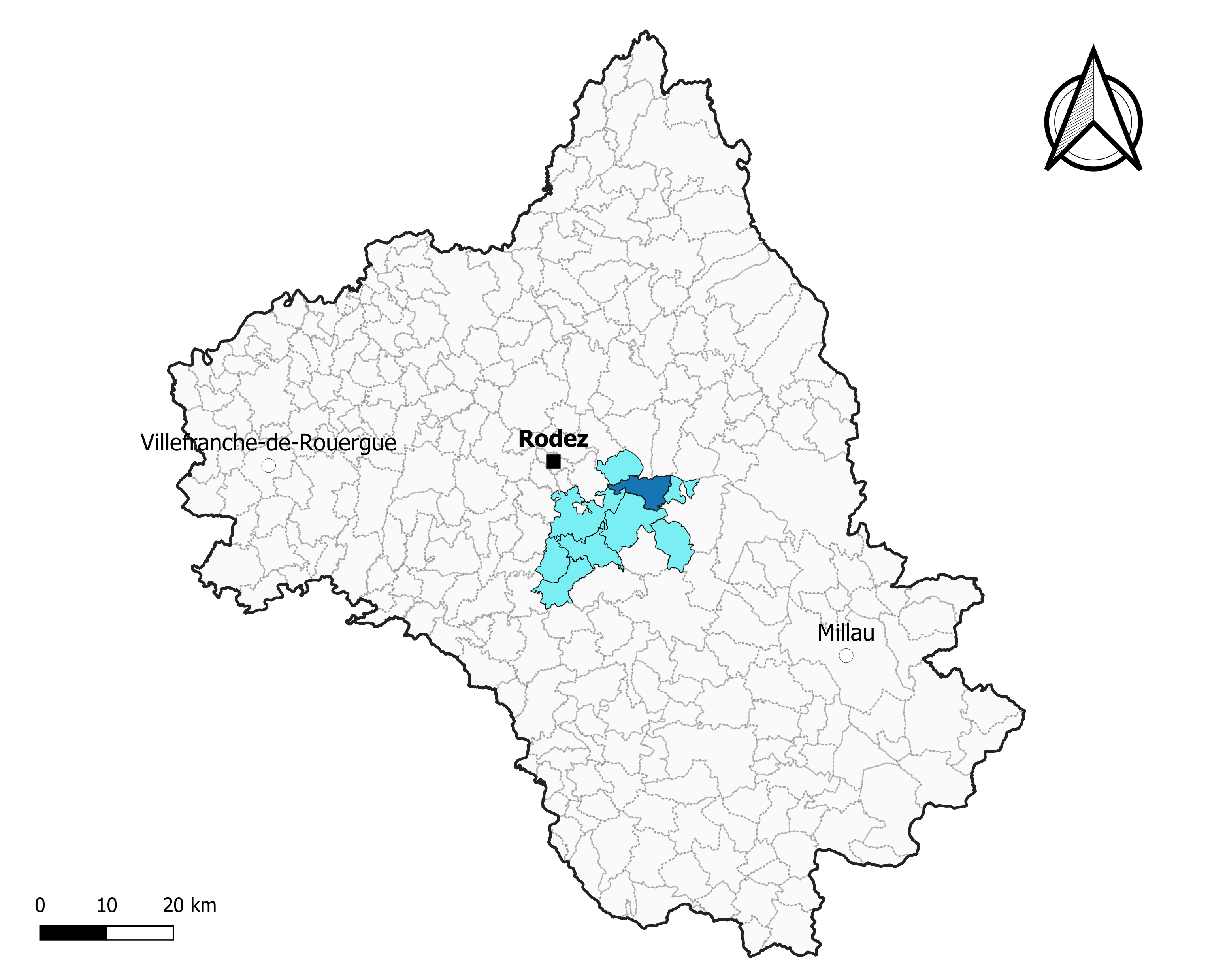
Le Vibal dans l'intercommunalité en 2020.
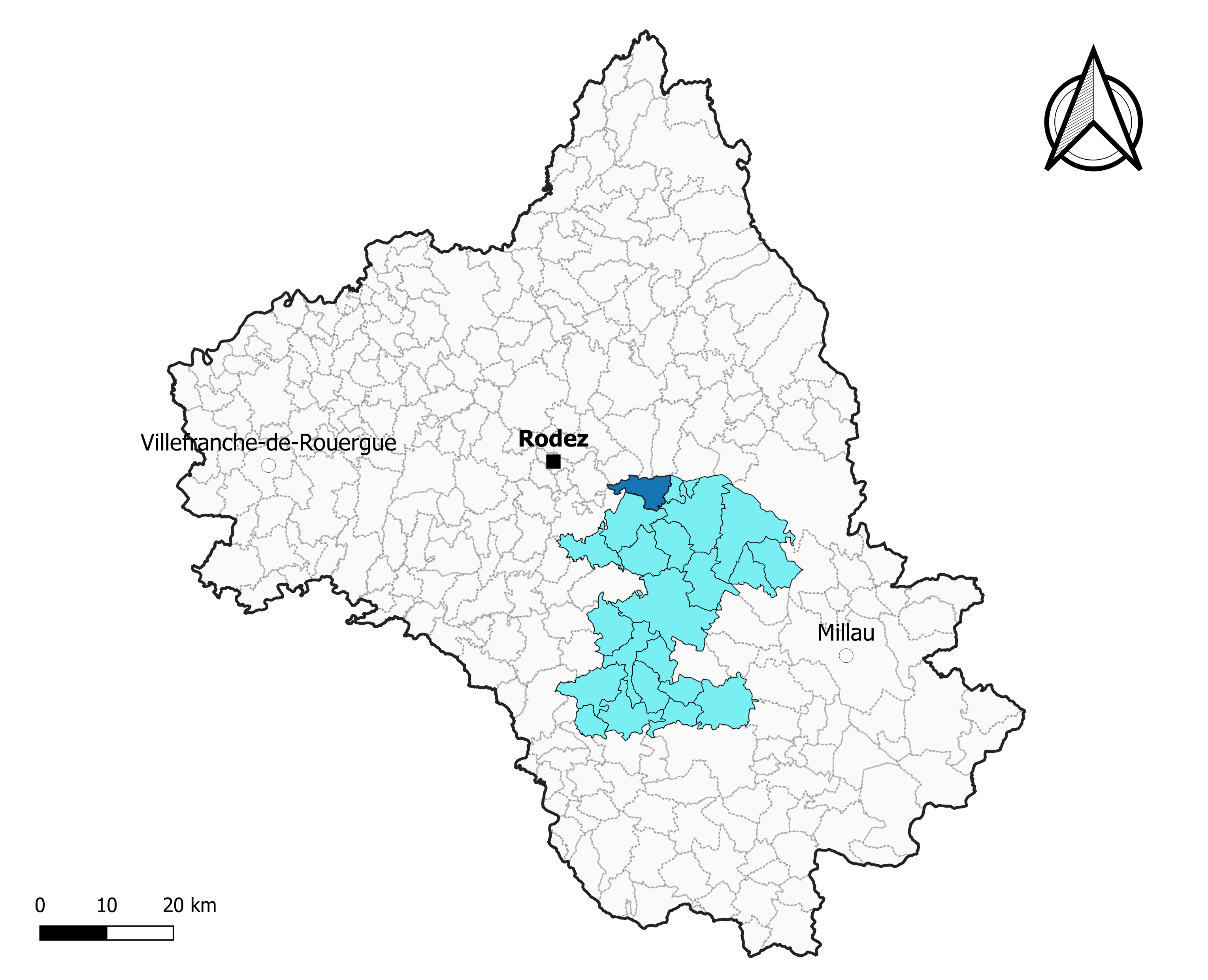
Le Vibal dans le canton de Raspes et Lévezou en 2020.
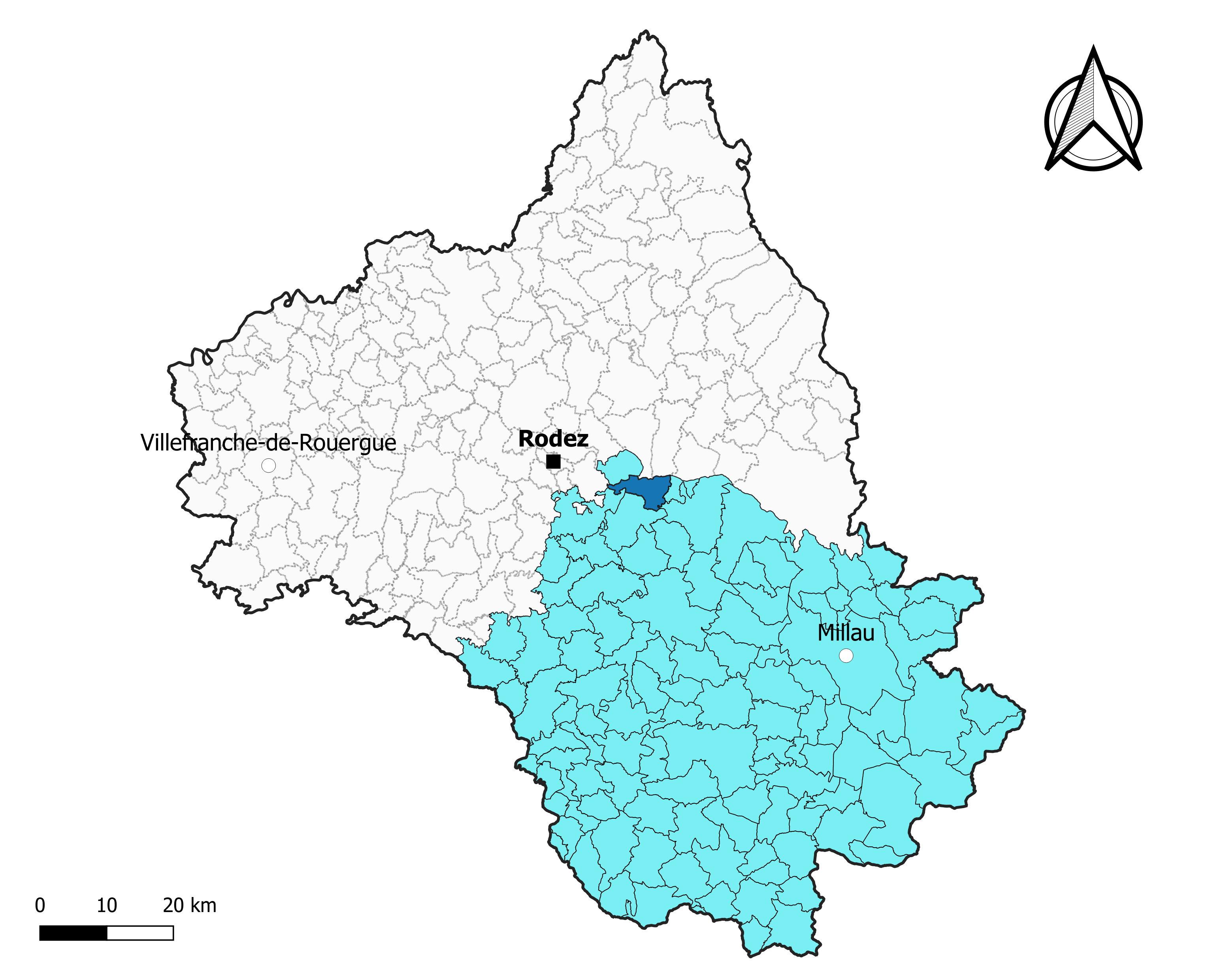
Le Vibal dans l'arrondissement de Millau en 2020.

### Élections municipales et communautaires

#### Élections de 2020
Le conseil municipal du Vibal, commune de moins de 1 000 habitants, est élu au scrutin majoritaire plurinominal à deux tours avec candidatures isolées ou groupées et possibilité de panachage. Compte tenu de la population communale, le nombre de sièges à pourvoir lors des élections municipales de 2020 est de 15. La totalité des quinze candidats en lice est élue dès le premier tour, le 15 mars 2020, avec un taux de participation de 58,01 %.
Yves Regourd, maire sortant, est réélu pour un nouveau mandat le 26 mai 2020.
Dans les communes de moins de 1 000 habitants, les conseillers communautaires sont désignés parmi les conseillers municipaux élus en suivant l’ordre du tableau (maire, adjoints puis conseillers municipaux) et dans la limite du nombre de sièges attribués à la commune au sein du conseil communautaire. Un siège est attribué à la commune au sein de la communauté de communes du Pays de Salars.

#### Liste des maires
| Période                                  | Période  | Identité                                  | Étiquette | Qualité                                                                      |
| ---------------------------------------- | -------- | ----------------------------------------- | --------- | ---------------------------------------------------------------------------- |
| 1836                                     | 1848     | Séguret Laurent Amans Emmanuel            |           |                                                                              |
| 1848                                     | 1865     | Séguret Amans Casimir                     |           |                                                                              |
| 1865                                     | 1872     | Pierre Jean Protest Bouloc                |           |                                                                              |
| 1872                                     | 1874     | Bernard Martin Casimir                    |           |                                                                              |
| 1874                                     | 1876     | Pierre Jean Protest Bouloc                |           |                                                                              |
| 1876                                     | 1881     | Paliès Guillaume Gervais Hippolyte Edmond |           |                                                                              |
| 1881                                     | 1903     | Jean Louis Baptiste Antoine Chauchard     |           |                                                                              |
| 1904                                     | 1911     | Pierre Bedos                              |           |                                                                              |
| 1926                                     | 1928     | Victor Unal                               |           |                                                                              |
| 1951                                     |          | Élie Villefranque                         |           |                                                                              |
| 2001                                     | En cours | Yves Regourd,                             | UDI       | Agriculteur sur moyenne exploitation, Président de la Communauté de communes |
| Les données manquantes sont à compléter. |          |                                           |           |                                                                              |

## Démographie
L'évolution du nombre d'habitants est connue à travers les recensements de la population effectués dans la commune depuis 1793. Pour les communes de moins de 10 000 habitants, une enquête de recensement portant sur toute la population est réalisée tous les cinq ans, les populations de référence des années intermédiaires étant quant à elles estimées par interpolation ou extrapolation. Pour la commune, le premier recensement exhaustif entrant dans le cadre du nouveau dispositif a été réalisé en 2004.

En 2022, la commune comptait 524 habitants, en évolution de +3,56 % par rapport à 2016 (Aveyron : +0,37 %, France hors Mayotte : +2,11 %).
| 1793 | 1800 | 1831 | 1836 | 1841 | 1846 | 1851 | 1856 | 1861 |
| ---- | ---- | ---- | ---- | ---- | ---- | ---- | ---- | ---- |
| 425  | 445  | 738  | 796  | 803  | 798  | 825  | 810  | 825  |

| 1866 | 1872 | 1876 | 1881 | 1886 | 1891 | 1896 | 1901 | 1906 |
| ---- | ---- | ---- | ---- | ---- | ---- | ---- | ---- | ---- |
| 744  | 796  | 779  | 766  | 769  | 765  | 732  | 712  | 742  |

| 1911 | 1921 | 1926 | 1931 | 1936 | 1946 | 1954 | 1962 | 1968 |
| ---- | ---- | ---- | ---- | ---- | ---- | ---- | ---- | ---- |
| 713  | 710  | 749  | 755  | 712  | 705  | 635  | 625  | 558  |

| 1975 | 1982 | 1990 | 1999 | 2004 | 2006 | 2009 | 2014 | 2019 |
| ---- | ---- | ---- | ---- | ---- | ---- | ---- | ---- | ---- |
| 522  | 488  | 449  | 449  | 480  | 498  | 474  | 501  | 510  |

| 2022 | - | - | - | - | - | - | - | - |
| ---- | - | - | - | - | - | - | - | - |
| 524  | - | - | - | - | - | - | - | - |

## Économie

### Revenus
En 2018  (données Insee publiées en septembre 2021), la commune compte 212 ménages fiscaux, regroupant 510 personnes. La médiane du revenu disponible par unité de consommation est de 20 580 € (20 640 € dans le département).

### Emploi
| Division       | 2008  | 2013  | 2018  |
| -------------- | ----- | ----- | ----- |
| Commune        | 4,3 % | 5,7 % | 4,2 % |
| Département    | 5,4 % | 7,1 % | 7,1 % |
| France entière | 8,3 % | 10 %  | 10 %  |

En 2018, la population âgée de 15 à 64 ans s'élève à 312 personnes, parmi lesquelles on compte 78,9 % d'actifs (74,8 % ayant un emploi et 4,2 % de chômeurs) et 21,1 % d'inactifs,. Depuis 2008, le taux de chômage communal (au sens du recensement) des 15-64 ans est inférieur à celui de la France et du département.
La commune fait partie de la couronne de l'aire d'attraction de Rodez, du fait qu'au moins 15 % des actifs travaillent dans le pôle,. Elle compte 90 emplois en 2018, contre 89 en 2013 et 81 en 2008. Le nombre d'actifs ayant un emploi résidant dans la commune est de 235, soit un indicateur de concentration d'emploi de 38,4 % et un taux d'activité parmi les 15 ans ou plus de 57,8 %.
Sur ces 235 actifs de 15 ans ou plus ayant un emploi, 76 travaillent dans la commune, soit 32 % des habitants. Pour se rendre au travail, 77 % des habitants utilisent un véhicule personnel ou de fonction à quatre roues, 0,4 % les transports en commun, 12,7 % s'y rendent en deux-roues, à vélo ou à pied et 9,8 % n'ont pas besoin de transport (travail au domicile).

### Activités hors agriculture
34 établissements sont implantés  au Vibal au 31 décembre 2019. Le tableau ci-dessous en détaille le nombre par secteur d'activité et compare les ratios avec ceux du département,.
| Secteur d'activité                                                                                        | Commune | Commune | Département |
| Secteur d'activité                                                                                        | Nombre  | %       | %           |
| --- | ------- | ------- | ----------- |
| Ensemble                                                                                                  | 34      | 100 %   | (100 %)     |
| Industrie manufacturière, industries extractives et autres                                                | 8       | 23,5 %  | (17,7 %)    |
| Construction                                                                                              | 5       | 14,7 %  | (13 %)      |
| Commerce de gros et de détail, transports, hébergement et restauration                                    | 9       | 26,5 %  | (27,5 %)    |
| Information et communication                                                                              | 2       | 5,9 %   | (1,5 %)     |
| Activités financières et d'assurance                                                                      | 1       | 2,9 %   | (3,4 %)     |
| Activités immobilières                                                                                    | 1       | 2,9 %   | (4,2 %)     |
| Activités spécialisées, scientifiques et techniques et activités de services administratifs et de soutien | 3       | 8,8 %   | (12,4 %)    |
| Administration publique, enseignement, santé humaine et action sociale                                    | 3       | 8,8 %   | (12,7 %)    |
| Autres activités de services                                                                              | 2       | 5,9 %   | (7,8 %)     |

Le secteur du commerce de gros et de détail, des transports, de l'hébergement et de la restauration est prépondérant sur la commune puisqu'il représente 26,5 % du nombre total d'établissements de la commune (9 sur les 34 entreprises implantées  au Le Vibal), contre 27,5 % au niveau départemental.

### Agriculture
La commune est dans le Levezou, une petite région agricole située dans le centre de l'Aveyron et constituée d'un haut plateau cristallin. En 2020, l'orientation technico-économique de l'agriculture  sur la commune est l'élevage d'ovins ou de caprins.
|               | 1988  | 2000  | 2010  | 2020  |
| ------------- | ----- | ----- | ----- | ----- |
| Exploitations | 62    | 49    | 39    | 37    |
| SAU (ha)      | 2 344 | 2 294 | 2 239 | 2 255 |

Le nombre d'exploitations agricoles en activité et ayant leur siège dans la commune est passé de 62 lors du recensement agricole de 1988  à 49 en 2000 puis à 39 en 2010 et enfin à 37 en 2020, soit une baisse de 40 % en 32 ans. Le même mouvement est observé à l'échelle du département qui a perdu pendant cette période 51 % de ses exploitations,. La surface agricole utilisée sur la commune a également diminué, passant de 2 344 ha en 1988 à 2 255 ha en 2020. Parallèlement la surface agricole utilisée moyenne par exploitation a augmenté, passant de 38 à 61 ha.

## Culture locale et patrimoine

### Église Saint-Martin-de-Cormières
Inscrit MH (1988).
- Église de la Nativité-de-la-Sainte-Vierge du Vibal.
- Église Notre-Dame-de-l'Assomption de Frayssinhes.

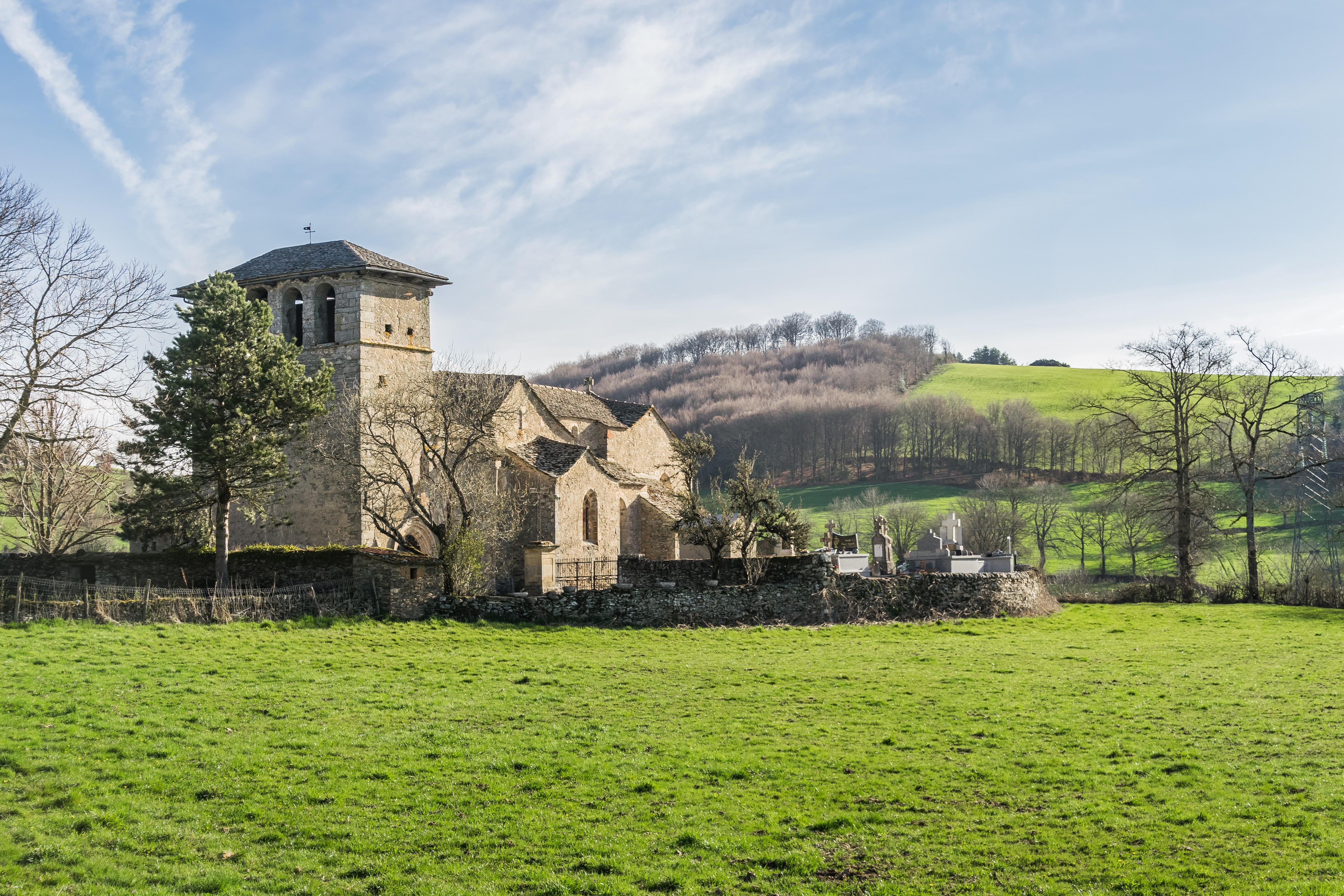
Église Saint-Martin de Saint-Martin-de-Cormières.
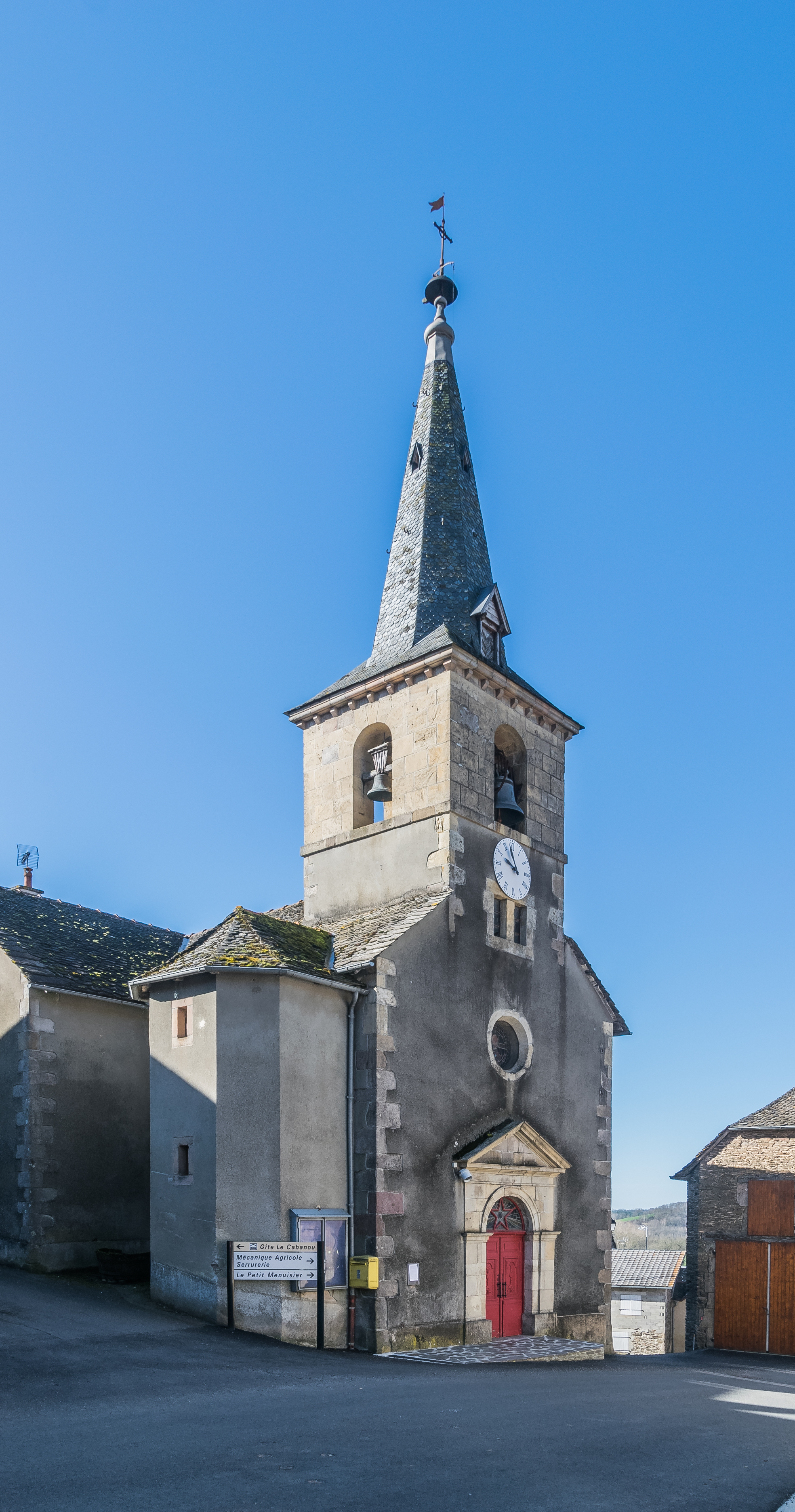
Église de la Nativité-de-la-Sainte-Vierge du Vibal.
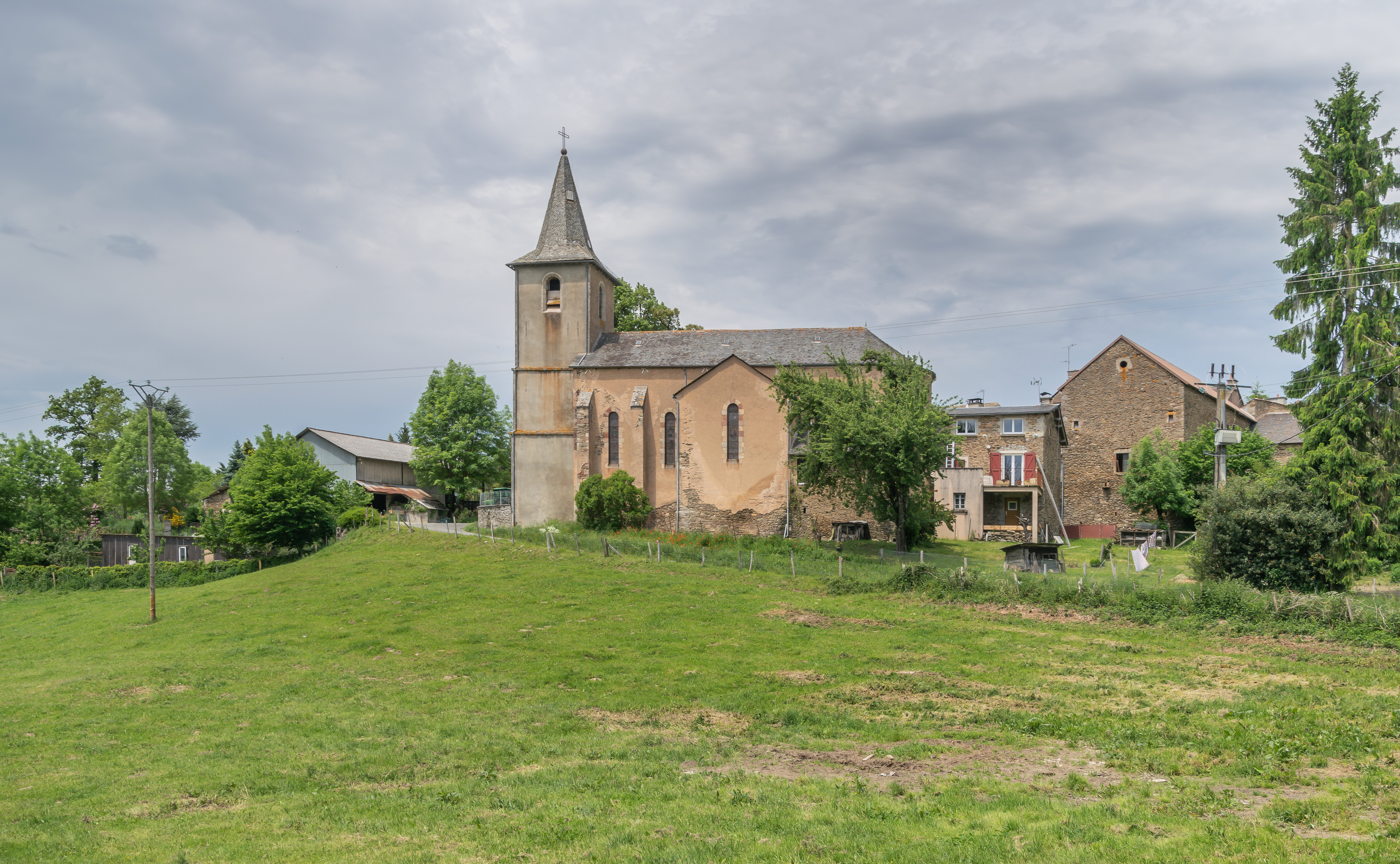
Église Notre-Dame-de-l'Assomption de Frayssinhes.